# Haukovice
Haukovice (německy Haukowitz) jsou malá vesnice, část obce Újezd v okrese Olomouc. Nachází se asi 2 km na severovýchod od Újezdu, v jehož katastrálním území Újezd u Uničova leží.

## Název
Jméno vesnice má původ v osobním jméně Hauk(o), což byla varianta jména Hugo. V místní mluvě se pro vesnici používá tvar Hakovec (v jednotném čísle).

## Historie
První se na místě dnešní vesnice připomíná roku 1510 mlýn Hukovec, kolem něhož vznikla a od nějž vzala své pojmenování. Původně patřila do panství Sovinec, po roce 1850 byly Haukovice osadou obce Paseka a v roce 1869 se osamostatnily. Šlo o malou německou vesnici (např. v roce 1930 zde žilo celkem 174 obyvatel, z toho 161 Němců), významnější zde bylo jen tkalcovství. Původní obyvatelé byli po roce 1945 odsunuti a v roce 1960 se Haukovice staly součástí Újezda.